# Wimbledon Championships 1963
Die 77. Auflage der Wimbledon Championships fand 1963 auf dem Gelände des All England Lawn Tennis and Croquet Club an der Church Road statt.
In diesem Jahr wurde die Regelung eingeführt, dass die Bekleidung der Spieler zum überwiegenden Teil weiß sein muss. Nachdem es am zweiten Samstag den ganzen Tag geregnet hatte, wurden die Endspiele aller vier Wettbewerbe am folgenden Montag ausgetragen.

## Herreneinzel
Bei den Männern siegte der US-Amerikaner Chuck McKinley. Er setzte sich im Finale in drei Sätzen gegen Fred Stolle durch und errang seinen einzigen Titel bei einem Grand-Slam-Turnier. 

## Dameneinzel
Die Australierin Margaret Smith gewann ihren ersten von drei Einzeltiteln in Wimbledon. Insgesamt errang sie bis 1973 bei Grand-Slam-Turnieren 24 Einzeltitel sowie darüber hinaus noch 19 Titel im Doppel.

## Herrendoppel
Das Herrendoppel konnten die Mexikaner Rafael Osuna und Antonio Palafox für sich entscheiden.

## Damendoppel
Im Damendoppel waren Maria Bueno und Darlene Hard erfolgreich.

## Mixed
Im Mixed siegten Margaret Smith und Ken Fletcher.

## Quelle
- J. Barrett: Wimbledon: The Official History of the Championships. Harper Collins Publishers, London 2001, ISBN 0-00-711707-8.